# Dries Mertens
Dries Mertens (phát âm tiếng Hà Lan: [ˈdris ˈmɛrtə(n)s], sinh ngày 6 tháng 5 năm 1987) là cầu thủ tiền vệ cánh người Bỉ hiện đang thi đấu cho câu lạc bộ Galatasaray tại Süper Lig.
Trước khi đến Napoli, Mertens đã từng thi đấu cho các câu lạc bộ K.A.A. Gent, Eendracht Aalst, AGOVV Apeldoorn, FC Utrecht và PSV Eindhoven.
Anh là thành viên đội tuyển Bỉ tham gia các giải đấu lớn World Cup 2014, Euro 2016, World Cup 2018, Euro 2020 và World Cup 2022.

## Sự nghiệp câu lạc bộ

### Các đội trẻ
Mertens từng gia nhập học viện đào tạo bóng đá của câu lạc bộ quê nhà Stade Leuven và sau đó là Anderlecht. Tuy nhiên, huấn luyện viên đội trẻ của Anderlecht đánh giá anh không đủ chiều cao và sức mạnh để trở thành cầu thủ chuyên nghiệp dù có kỹ thuật rê dắt và sút bóng nên Merterns đã đến Gent.
Tại Gent, ban huấn luyện câu lạc bộ này tiếp tục có đánh giá tương tự như Anderlecht. Do đó, Gent đã cho câu lạc bộ tại giải hạng ba Bỉ là Eendracht Aalst mượn anh và cuối mùa bóng 2005-06, anh được bầu là Cầu thủ xuất sắc nhất năm của Eendracht Aalst. Tuy nhiên điều này vẫn không giúp Mertens được tiếp tục thi đấu cho Gent và anh phải đến Hà Lan thi đấu cho câu lạc bộ AGOVV Apeldoorn.

### AGOVV và Utrecht
Tại AGOVV, anh trở thành trụ cột của đội bóng này tại giải hạng nhì Hà Lan với vai trò đội trưởng. Năm 2009, anh được trao giải thưởng Cầu thủ xuất sắc nhất giải hạng nhì Hà Lan. Ngày 25 tháng 5 năm 2009, câu lạc bộ thi đấu tại Eredivisie FC Utrecht đã hoàn tất hợp đồng chuyển nhượng Mertens với AGOVV bằng mức phí chuyển nhượng 600.000 €. Anh rời AGOVV với 28 bàn thắng sau 103 trận.
Mertens thi đấu cực kỳ thành công trong màu áo Utrecht tại mùa giải mùa giải 2010-11 với 13 bàn thắng và 17 đường kiến tạo thành bàn. Anh chỉ đứng sau tiền đạo Luis Suárez của Ajax Amsterdam trong cuộc bầu chọn Cầu thủ xuất sắc nhất Eredivisie mùa giải đó.

### PSV Eindhoven
Ngày 28 tháng 6 năm 2011, Mertens và người đồng đội tại Utrecht là Kevin Strootman đồng thời chuyển đến thi đấu cho PSV Eindhoven với mức chuyển nhượng tổng cộng là 13 triệu €.
Mertens có hat-trick đầu tiên cho PSV vào ngày 28 tháng 8 năm 2011 trong trận đấu với Excelsior. Sau đó, anh ghi đến bốn bàn trong chiến thắng hủy diệt 7-1 trước Roda JC ngày 24 tháng 9 năm 2011. Đến tháng 1 năm 2012, Mertens đã có 13 bàn thắng và 11 đường chuyền kiến tạo ở Eredivisie, đóng góp gần 50% trong số 48 bàn thắng của PSV tại Eredivisie. Kết thúc mùa giải đầu tiên cho PSV, anh có 21 bàn thắng sau 33 trận tại Eredivisie và ghi bàn trong trận chung kết Cúp KNVB với Heracles Almelo để đem về chiến thắng 3-0 chung cuộc cho PSV. Tháng 8 năm 2012, anh cùng PSV giành tiếp chức vô địch Cúp Johan Cruyff (Siêu cúp bóng đá Hà Lan).
Ngày 30 tháng 9 năm 2012, Mertens và Jürgen Locadia mỗi người lập một hat-trick giúp PSV đánh bại VVV Venlo 6–0. Trong hai mùa giải thi đấu cho PSV, anh ghi được 45 bàn thắng và có 43 pha kiến tạo thành bàn trong 88 trận đấu.

### Napoli
Ngày 24 tháng 6 năm 2013, câu lạc bộ PSV Eindhoven xác nhận Mertens đã chính thức gia nhập Napoli theo bản hợp đồng năm năm với giá trị chuyển nhượng 9,5 triệu € và cũng là cầu thủ đầu tiên mà Rafael Benítez mang về trên cương vị tân huấn luyện viên trưởng của Napoli. Anh có trận đấu đầu tiên tại Serie A vào ngày 25 tháng 8 năm 2013 trong chiến thắng 3-0 trước Bologna. Bàn thắng đầu tiên của anh cho Napoli diễn ra vào ngày 30 tháng 10, ấn định chiến thắng 2-1 trước Fiorentina.
Ngày 6 tháng 1 năm 2014, Mertens lập cú đúp trong hiệp hai giúp Napoli đánh bại Sampdoria 2-0. Anh ghi bàn ấn định chiến thắng 2-0 trước đội đầu bảng Juventus vào ngày 30 tháng 3. Trong trận chung kết Cúp quốc gia Ý 2013–14 ngày 3 tháng 5 năm 2014, Mertens vào sân từ băng ghế dự bị thay cho Marek Hamšík ở phút 64 đã giúp Napoli bảo đảm chiến thắng bằng bàn nâng tỉ số lên 3–1 trước Fiorentina.
Anh có bàn thắng đầu tiên trong mùa giải 2014-15 với cú đúp vào lưới Sparta Praha để đem về chiến thắng mở màn cho Napoli tại UEFA Europa League 2014-15. Đến trận đấu cuối cùng của vòng bảng với Bratislava, anh là người mở tỉ số trong chiến thắng chung cuộc 3-0 của Napoli để giúp đội bóng Ý kết thúc vòng bảng với vị trí nhất bảng. Ngày 18 tháng 5 năm 2015, Mertens có cú đúp trong trận thắng 3-2 trước Cesena để giúp Napoli duy trì vị trí tham dự UEFA Champions League mùa giải sau nhưng thất bại trước Juventus và Lazio ở hai vòng đấu sau cùng đã đẩy Napoli xuống hạng 5 chung cuộc nên mất suất.
Napoli khởi đầu UEFA Europa League 2015-16 với thắng lợi 5-0 trước Club Brugge, trong đó Mertens ghi được hai bàn thắng. Anh tiếp tục có cú đúp nữa tại giải đấu này trong trận thắng 5-2 trước Legia Warsaw ngày 10 tháng 12 năm 2015.
Trong trận đấu đầu tiên của Napoli tại Serie A 2016-17 với Pescara, Mertens ghi được hai bàn thắng chỉ trong vòng ba phút để giúp Napoli giành lại 1 điểm. Tại trận đấu thứ hai vòng bảng UEFA Champions League 2016-17 với Benfica ngày 28 tháng 9 năm 2016, anh lập được cú đúp, trong đó có một quả sút phạt trực tiếp đẹp mắt để đem về chiến thắng 4-2 cho Napoli.

## Sự nghiệp đội tuyển quốc gia
Ngày 1 tháng 10 năm 2010, Mertens được triệu tập vào đội tuyển Bỉ tham dự hai trận đấu vòng loại Euro 2012 với Kazakhstan và Áo bởi huấn luyện viên Georges Leekens. Nhưng phải đến ngày 9 tháng 2 năm 2011 anh mới có trận đấu đầu tiên cho đội tuyển Bỉ trong trận giao hữu với Phần Lan.
Bàn thắng đầu tiên của anh cho đội tuyển Bỉ cũng đến trong một trận giao hữu, trận đấu với Hà Lan ngày 15 tháng 8 năm 2012 và chung cuộc Bỉ đã thắng 4-2.

### World Cup 2014
Ngày 13 tháng 5 năm 2014, anh được triệu tập vào đội hình đội tuyển Bỉ tham dự World Cup 2014 tại Brasil. Anh đã ghi bàn thắng duy nhất trong trận đấu giao hữu trước giải đấu với Tunisia. Tại trận mở màn của đội tuyển Bỉ tại World Cup 2014 với Algeria tại Belo Horizonte, Mertens vào sân thay cho Nacer Chadli đã ấn định chiến thắng chung cuộc 2-1 cho đội tuyển Bỉ ở phút thứ 80 của trận đấu. Tuyển Bỉ sau cùng đã vào đến tứ kết của giải đấu trước khi để thua Argentina với tỉ số tối thiểu 0-1 bằng bàn thắng duy nhất của tiền đạo Gonzalo Higuain.

### Euro 2016
Anh tiếp tục được huấn luyện viên Marc Wilmots triệu tập tham dự Euro 2016 trên đất Pháp. Tại giải đấu này, anh không ghi được bàn thắng nào nhưng đã có những đường kiến tạo thành bàn để giúp Bỉ lọt vào tứ kết và thua xứ Wales với tỉ số 1-3. Cá nhân Mertens không để lại dấu ấn gì.

### World Cup 2018
Đây là giải đấu quốc tế lần thứ hai trong sự nghiệp của Mertens. Ở lượt trận đầu bảng G gặp tân binh Panama, anh là người bàn thắng mở tỉ số trước và chung cuộc Bỉ thắng Panama với tỉ số 3-0. Đội tuyển Bỉ sau đó kết thúc giải với vị trí thứ ba chung cuộc.
Sau kì World Cup 2022 không thành công của đội tuyển Bỉ khi bị loại ngay từ vòng bảng, Dries Mertens chính thức chia tay đội tuyển quốc gia sau 11 năm gắn bó, tổng cộng anh đã thi đấu 109 trận và ghi được 21 bàn thắng.

## Phong cách thi đấu
Mertens là cầu thủ thuận chân phải nhưng chủ yếu thi đấu ở vị trí tiền vệ cánh trái với khả năng ghi bàn tốt. Mặc dù chiều cao chỉ có 1,69m, nhưng nhờ trọng tâm thấp, Mertens có khả năng khống chế bóng tốt và tốc độ để vượt qua đối phương. Phong cách dứt điểm của Mertens có thể so sánh với tiền vệ người Hà Lan Arjen Robben ở điểm từ cánh ngoặt bóng vào bên trong rồi tung ra những cú sút. Điểm mạnh khác của Mertens là khả năng kiến tạo với những đường chuyền dài hoặc những pha phối hợp bật tường. Anh cũng là một chuyên gia xử lý bóng chết.
Điểm yếu của anh là khả năng phòng ngự do thiếu khả năng tắc bóng cũng như đánh chặn và là một vấn đề khi đội bóng của anh đối đầu với các đội mạnh hơn.

## Thống kê sự nghiệp

### Câu lạc bộ
Cập nhật: 21 tháng 3 năm 2021.
| Câu lạc bộ          | Mùa bóng            | Giải vô địch quốc gia | Giải vô địch quốc gia | Cúp quốc gia | Cúp quốc gia | Cúp châu Âu | Cúp châu Âu | Tổng cộng | Tổng cộng |
| Câu lạc bộ          | Mùa bóng            | Số trận               | Bàn thắng             | Số trận      | Bàn thắng    | Số trận     | Bàn thắng   | Số trận   | Bàn thắng |
| ------------------- | ------------------- | --------------------- | --------------------- | ------------ | ------------ | ----------- | ----------- | --------- | --------- |
| Eendracht Aalst     | 2005–06             | 14                    | 4                     | 0            | 0            | –           | –           | 14        | 4         |
| AGOVV Apeldoorn     | 2006–07             | 35                    | 2                     | 0            | 0            | –           | –           | 35        | 2         |
| AGOVV Apeldoorn     | 2007–08             | 38                    | 15                    | 0            | 0            | –           | –           | 38        | 15        |
| AGOVV Apeldoorn     | 2008–09             | 35                    | 13                    | 2            | 1            | –           | –           | 37        | 14        |
| AGOVV Apeldoorn     | Tổng cộng           | 108                   | 30                    | 2            | 1            | 0           | 0           | 110       | 31        |
| Utrecht             | 2009–10             | 34                    | 6                     | 5            | 1            | –           | –           | 39        | 7         |
| Utrecht             | 2010–11             | 31                    | 10                    | 4            | 1            | 12          | 3           | 47        | 14        |
| Utrecht             | Tổng cộng           | 65                    | 16                    | 9            | 2            | 12          | 3           | 86        | 21        |
| PSV                 | 2011–12             | 33                    | 21                    | 5            | 3            | 11          | 3           | 49        | 27        |
| PSV                 | 2012–13             | 29                    | 16                    | 4            | 1            | 6           | 1           | 39        | 18        |
| PSV                 | Tổng cộng           | 62                    | 37                    | 9            | 4            | 17          | 4           | 88        | 45        |
| Napoli              | 2013-14             | 33                    | 11                    | 4            | 2            | 10          | 0           | 47        | 13        |
| Napoli              | 2014-15             | 31                    | 6                     | 5            | 0            | 15          | 4           | 51        | 10        |
| Napoli              | 2015-16             | 33                    | 5                     | 2            | 1            | 5           | 5           | 40        | 11        |
| Napoli              | 2016–17             | 35                    | 28                    | 3            | 1            | 8           | 5           | 46        | 34        |
| Napoli              | 2017-18             | 38                    | 18                    | 2            | 1            | 9           | 3           | 49        | 22        |
| Napoli              | 2018–19             | 35                    | 16                    | 1            | 0            | 11          | 3           | 47        | 20        |
| Napoli              | 2019–20             | 31                    | 9                     | 3            | 1            | 8           | 6           | 42        | 16        |
| Napoli              | 2020–21             | 18                    | 7                     | 2            | 0            | 7           | 1           | 27        | 8         |
| Napoli              | Tổng cộng           | 254                   | 100                   | 22           | 6            | 73          | 27          | 349       | 133       |
| Tổng cộng sự nghiệp | Tổng cộng sự nghiệp | 507                   | 188                   | 38           | 12           | 102         | 34          | 647       | 234       |

### Bàn thắng đội tuyển quốc gia
Bàn thắng và kết quả của đội tuyển Bỉ được để đầu tiên
| #   | Ngày                 | Địa điểm                                        | Đối thủ    | Bàn thắng | Kết quả | Giải đấu                    |
| --- | -------------------- | ----------------------------------------------- | ---------- | --------- | ------- | --------------------------- |
| 1.  | 15 tháng 8 năm 2012  | Sân vận động Nhà vua Baudouin, Brussels, Bỉ     | Hà Lan     | 2–2       | 4–2     | Giao hữu                    |
| 2.  | 6 tháng 2 năm 2013   | Sân vận động Jan Breydel, Bruges, Bỉ            | Slovakia   | 2–1       | 2–1     | Giao hữu                    |
| 3.  | 7 tháng 6 năm 2014   | Sân vận động Nhà vua Baudouin, Brussels, Bỉ     | Tunisia    | 1–0       | 1–0     | Giao hữu                    |
| 4.  | 17 tháng 6 năm 2014  | Mineirão, Belo Horizonte, Brasil                | Algérie    | 2–1       | 2–1     | World Cup 2014              |
| 5.  | 4 tháng 9 năm 2014   | Sân vận động Sclessin, Liège, Bỉ                | Úc         | 1–0       | 2–0     | Giao hữu                    |
| 6.  | 10 tháng 10 năm 2014 | Sân vận động Nhà vua Baudouin, Brussels, Bỉ     | Andorra    | 5–0       | 6–0     | Vòng loại Euro 2016         |
| 7.  | 10 tháng 10 năm 2014 | Sân vận động Nhà vua Baudouin, Brussels, Bỉ     | Andorra    | 6–0       | 6–0     | Vòng loại Euro 2016         |
| 8.  | 13 tháng 10 năm 2015 | Sân vận động Nhà vua Baudouin, Brussels, Bỉ     | Israel     | 1–0       | 3–1     | Vòng loại Euro 2016         |
| 9.  | 10 tháng 10 năm 2016 | Sân vận động Algarve, Faro/Loulé, Bồ Đào Nha    | Gibraltar  | 4–0       | 6–0     | Vòng loại World Cup 2018    |
| 10. | 12 tháng 11 năm 2016 | Sân vận động Nhà vua Baudouin, Brussels, Bỉ     | Estonia    | 2–0       | 8–1     | Vòng loại World Cup 2018    |
| 11. | 12 tháng 11 năm 2016 | Sân vận động Nhà vua Baudouin, Brussels, Bỉ     | Estonia    | 6–1       | 8–1     | Vòng loại World Cup 2018    |
| 12. | 9 tháng 6 năm 2017   | A. Le Coq Arena, Tallinn, Estonia               | Estonia    | 2–0       | 2–0     | Vòng loại World Cup 2018    |
| 13. | 31 tháng 8 năm 2017  | Sân vận động Nhà vua Baudouin, Brussels, Bỉ     | Gibraltar  | 1–0       | 9–0     | Vòng loại World Cup 2018    |
| 14. | 11 tháng 6 năm 2018  | Sân vận động Nhà vua Baudouin, Brussels, Bỉ     | Costa Rica | 1–1       | 4–1     | Giao hữu                    |
| 15. | 18 tháng 6 năm 2018  | Sân vận động Olympic Fisht, Sochi, Nga          | Panama     | 1–0       | 3–0     | World Cup 2018              |
| 16. | 16 tháng 10 năm 2018 | Sân vận động Nhà vua Baudouin, Brussels, Bỉ     | Hà Lan     | 1–0       | 1–1     | Giao hữu                    |
| 17. | 8 tháng 6 năm 2019   | Sân vận động Nhà vua Baudouin, Brussels, Bỉ     | Kazakhstan | 1–0       | 3–0     | Vòng loại Euro 2020         |
| 18. | 6 tháng 9 năm 2019   | Sân vận động San Marino, Serravalle, San Marino | San Marino | 2–0       | 4–0     | Vòng loại Euro 2020         |
| 19. | 5 tháng 9 năm 2020   | Sân vận động Parken, Copenhagen, Đan Mạch       | Đan Mạch   | 2–0       | 2–0     | UEFA Nations League 2020–21 |
| 20. | 8 tháng 9 năm 2020   | Sân vận động Nhà vua Baudouin, Brussels, Bỉ     | Iceland    | 3–1       | 5–1     | UEFA Nations League 2020–21 |
| 21. | 15 tháng 11 năm 2020 | Den Dreef, Leuven, Bỉ                           | Ba Lan     | 2–0       | 2–0     | UEFA Nations League 2020–21 |

## Danh hiệu

### Câu lạc bộ
PSV
- KNVB Cup: 2011–12[30]
- Johan Cruyff Shield: 2012[31]

Napoli
- Coppa Italia: 2013–14,[32] 2019–20[33]
- Supercoppa Italiana: 2014[34]

Galatasaray
- Süper Lig: 2022–23[35]
- Turkish Super Cup: 2023

### Cá nhân
- Cầu thủ xuất sắc nhất năm của Eendracht Aalst: 2005-06
- Cầu thủ xuất sắc nhất giải hạng nhì Hà Lan năm 2009

### Đội tuyển quốc gia
Đội tuyển quốc gia Bỉ
- Hạng ba World Cup 2018